# Processiepark Mariaoord
Het Processiepark Mariaoord is een processiepark en genadeoord in Ommel in de gemeente Asten in de Nederlandse provincie Noord-Brabant.

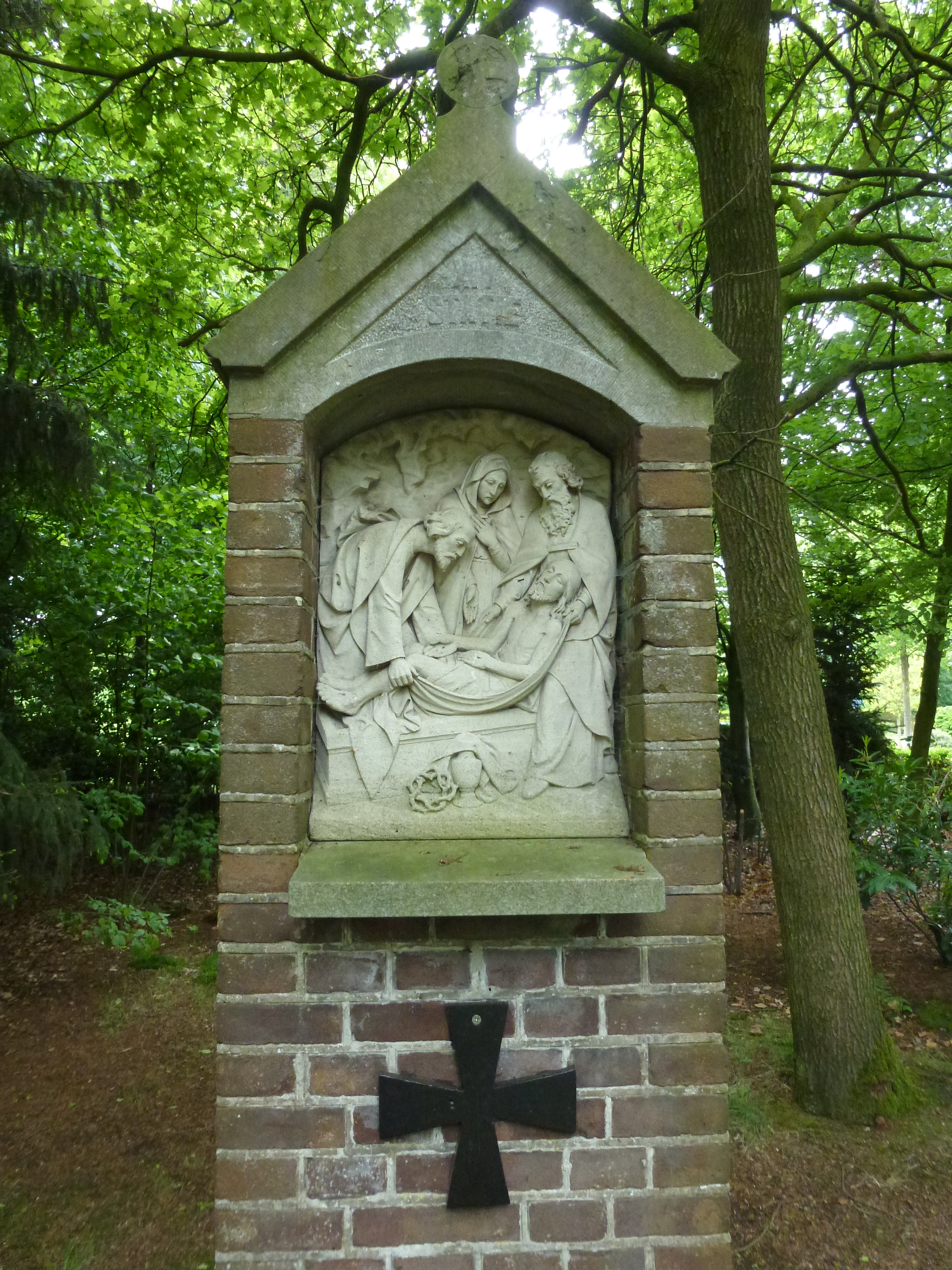
Genadepark Ommel - Statie 14

## Geschiedenis
Rond 1400 werd er door lokale bewoners een Mariabeeldje gevonden en dit beeldje kreeg in 1444 een plek in een nieuwe kapel. De kapel werd een pelgrimsoord waar pelgrims kwamen om  Maria te vragen om hulp. Het Mariabeeldje draagt de naam Onze-Lieve-Vrouwe van Ommel.
Na de Vrede van Münster in 1648 konden rooms-katholieken hun geloof moeilijker openbaar belijden. Pas in 1732 werden de nonnen van een nabijgelegen klooster verdreven naar Limburg, waarbij de kapel in handen kwam van de protestanten.
Aan het einde van de Franse tijd, rond 1814, kregen de katholieken het beeldje terug. Het moest tijdelijk gehuisvest worden in Asten omdat de oude kapel vervallen was.
In 1839 kwam de restauratie van de kapel klaar en in 1840 werd het beeld van Asten terug overgebracht naar Ommel. De kapel werd weer in toenemende mate door pelgrims bezocht en kwamen er bedevaarten. Vanaf 1845 werden er onder andere vanuit Helmond en Asten processies georganiseerd.
In 1882 werd Ommel een zelfstandige parochie. De kapel werd vervolgens uitgebreid met een koor en een kerktoren en de kapel werd tot parochiekerk verheven. Op 7 mei 1900 vond de inwijding van deze Onze-Lieve-Vrouw-Presentatiekerk plaats. Door het toenemende aantal pelgrims werd de kerk te klein en bouwde men naast de kerk een kiosk zodat alle aanwezigen toch de kerkdienst konden bijwonen.
In 1913 begon men met de aanleg van een processiepark omdat de kerk te klein is geworden voor het aantal pelgrims en er zo ruimte ontstaat de pelgrims te ontvangen. In 1914 werd op tweede paasdag het processiepark ingewijd. Het park bestond uit een groenaanleg met centraal een Mariabeeld op een opgeworpen heuveltje (een Mariaberg) en daar omheen in een cirkel 14 kruiswegstaties. In latere jaren (mogelijk 1932) is het Mariabeeld verhuist naar een heuvel bij de kerk en kwam op het heuveltje in het processiepark een Jezusbeeld te hangen.
In 1926-1927 werd het park uitgebreid met een beeldengroep die het "mirakel van Ommel" uitbeelden.
In 1932 werd er in het processiepark een noodaltaar geplaatst. In 1933 werd in het park de Lourdesgrot voltooid. In deze grot werd er een nieuw altaar geplaatst. Dankzij de aanwezigheid van het altaar in het park kon er vanaf die tijd een mis in het processiepark opgedragen worden. Vanaf 1933 werden ook openluchtspelen in het park gehouden die toegewijd waren aan de heilige maagd Maria. 
Op 18 december 2001 werd het processiepark opgenomen in het rijksmonumentenregister.